# Волошка твердолиста
Волошка твердолиста (Centaurea stereophylla) — вид рослин з родини айстрових (Asteraceae), поширений у південно-східній Європі.

## Опис
Багаторічна рослина 30–60 см заввишки. Стебла гіллясті, ребристо-борознисті, гостро-шорсткі й більш-менш павутинисті. Нижні стеблові листки здебільшого цілісні; середні — перисто-роздільні з дуже збільшеною непарною верхівковою закругленою часткою, яка закінчується, як і бічні довгасті частки, коротеньким вістрям. Квітки рожево-пурпурові. Сім'янка 3–4 мм довжиною, чубчик 2–3 мм довжиною, коротше сім'янки

## Поширення
Поширений у південно-східній Європі.
В Україні вид зростає на степових схилах, покладах, зрідка як бур'ян у посівах — в півд. ч. західного Лісостепу (Одеська обл.) і в Правобережного Лісостепу (Кіровоградська обл.) і Правобережної Степу (Одеська та Миколаївська області).